# La Grande Aventure Lego 2, le jeu vidéo
 (juillet 2019).
Si vous disposez d'ouvrages ou d'articles de référence ou si vous connaissez des sites web de qualité traitant du thème abordé ici, merci de compléter l'article en donnant les références utiles à sa vérifiabilité et en les liant à la section « Notes et références ».
La Grande Aventure Lego 2, le jeu vidéo (The Lego Movie 2 Videogame), est un jeu vidéo d'action aventure développé par Traveller's Tales et édité par Warner Bros. Basé sur le film La Grande Aventure Lego 2, il s'agit d'une suite directe au jeu La Grande Aventure Lego, le jeu vidéo. Il est sorti le 26 février 2019, peu après la sortie du film. Il est disponible sur PlayStation 4, Xbox One, Nintendo Switch ainsi que sur Windows et sur macOS

## Trame
Bien qu'il suive la même intrigue que La Grande Aventure Lego 2, de nombreux éléments bonus se rapportent au premier film : lieux principaux de La Grande Aventure Lego, the Old West, Middle Zealand ainsi que Bricksburg (surnommé "Classic Bricksburg").

## Mécaniques de jeu
Le jeu emprunte à Lego Worlds, de nouveaux personnages ainsi que des mécanismes de jeu plus complètes. Les mondes et les personnages des deux films sont présents dans ce jeu. Les joueurs créent différentes structures afin d'accéder à de nouveaux niveaux.
Un DLC "Galatic Adventures" est disponible le 18 avril 2019 avec trois niveaux qui se concentrent sur certains moments du film tels que l'ascension future d'Emmet.

## Développement
Il a été officiellement annoncé le 27 novembre 2018 que La Grande Aventure Lego, le jeu vidéo recevrait une suite, tout comme La Grande Aventure Lego.

## Commercialisation
La première bande-annonce du jeu est sortie le 23 janvier 2019. À ce moment-là, le jeu était temporairement disponible pour un accès anticipé.
Le jeu est sorti dans le monde entier le 26 février 2019, deux semaines après la sortie de La Grande Aventure Lego 2.